# La retirada
La retirada es el éxodo a Francia, dentro del exilio republicano español consecuencia de la guerra civil española, que tuvo lugar entre los días 28 de enero y el 13 de febrero de 1939, tras la caída de Barcelona en la Ofensiva de Cataluña y el avance de las tropas nacionalistas del General Franco. Con ello, tanto la guerra civil como la Segunda República española, legalmente establecida en 1931, se acercaban a su fin. Pese a que al debate sobre la magnitud del éxodo no está cerrado, se estima en quinientas mil el número de personas que cruzaron la frontera franco-española, conformando un grupo heterogéneo de civiles y militares de todos los territorios de España, clases sociales e ideologías (anarquistas, comunistas, socialistas, nacionalistas vascos o catalanes, brigadistas, personas sin ideología e incluso franquistas). El trayecto para cruzar los Pirineos lo realizaron en su mayoría a pie siguiendo las principales rutas que conducían a Francia, a través de los llamados "caminos de la retirada". Las autoridades francesas subestimaron la situación y básicamente, su gestión consistió en internar a gran parte de los exiliados en campos de concentración que no reunían las mínimas condiciones de habitabilidad ni salubridad.

## El éxodo
Si bien las tres primeras olas de refugiados a Francia tras el inicio de la guerra civil (1936 tras las batallas de Irún y San Sebastián; 1937 tras la caída del norte peninsular; 1938 tras la ocupación del Alto Aragón) produjeron un movimiento migratorio de aproximadamente ciento sesenta mil refugiados, de los cuales, a finales de 1938 sólo quedaban algo más de cuarenta mil personas, el éxodo producido por la cuarta ola, tras la caída de Barcelona, conocido como La retirada, fue de unas proporciones jamás vistas en la historia ni de España ni de Francia.
Las administración francesa infravaloró la gravedad de la situación desestimando la solicitud en enero de 1939 del gobierno republicano español de acoger a ciento cincuenta mil refugiados que se consideraba que cruzarían los Pirineos tras la caída de Barcelona, considerando que las necesidades se limitarían a cinco mil personas para la 17.ª región militar de Toulouse y en diez mil para la 16.ª región militar de Montpellier. Se previó distribuir a los refugiados entre Matemale, Canet, Argelès-sur-Mer (con capacidad para tres mil personas), Saint-Cyprien (capacidad ilimitada). Pero las obras de acondicionamiento no habían comenzado en enero de 1939 cuando la caída del frente catalán y la toma de Barcelona por los falangistas el 26 de enero de 1939 provocaron el hundimiento de las fuerzas republicanas y el inicio del éxodo masivo.

La magnitud del éxodo, con el mayor flujo de refugiados extranjeros que recibía Francia en su territorio en un contexto de crisis de los años 30 y una creciente xenofobia tanto en Francia como en gran parte de Europa, dividió a la clase política y a la opinión pública francesa que veían mayoritariamente con inquietud a los refugiados como una amenaza para la seguridad del país al tratarse, muchos de ellos, de combatientes con ideología. Este hecho suscitó sentimientos contradictorios en el gobierno del Frente Popular de Édouard Daladier que buscando soluciones para contener fuera del territorio francés a los refugiados, propuso a Franco crear una zona neutra desmilitarizada entre Andorra y Portbou, a lo que el dictador español se negó considerando a los fugitivos prisioneros de guerra. 

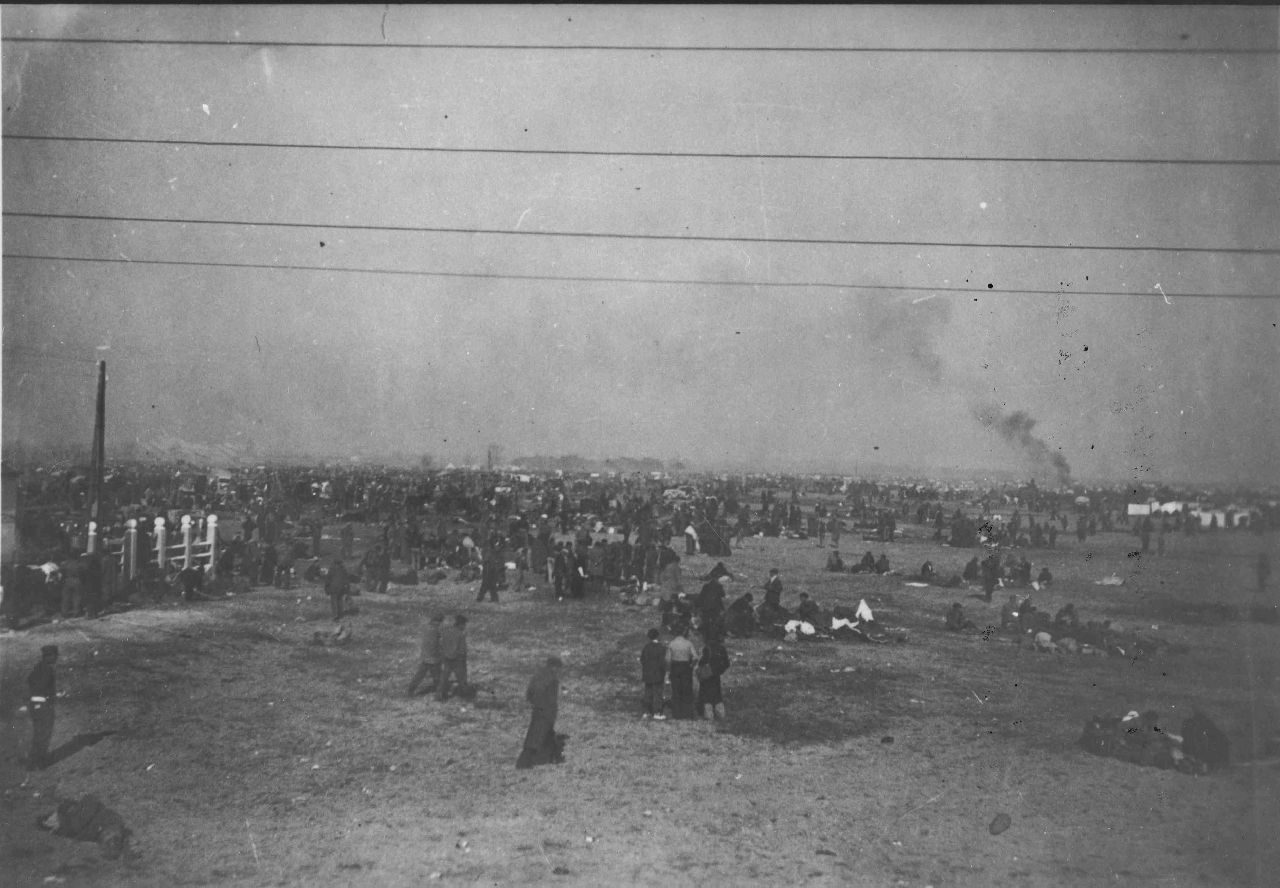
Llegada de los primeros refugiados, vista general de la playa.

El Gobierno francés, ante el problema, y con el fin de permitir escapar de la represión franquista (treinta y cinco mil ejecuciones) a las masas de personas que se agolpaban en la frontera, decidió abrirla el 28 de enero de 1939. En un primer momento, esta apertura sólo se concedió a los civiles mujeres, niños, ancianos y heridos. Unos días antes, el poeta Antonio Machado, había cruzado la frontera para refugiarse en Colliure junto con su madre, Ana Ruiz, su hermano José, su cuñada Matea Monedero y el escritor Corpus Barga.
La selección de las personas, recopilación de datos y control de la situación en la frontera francesa estaba a cargo de los guardias móviles y el 24º regimiento de tiradores senegaleses. Al entrar en Francia, en un primer momento, los refugiados eran despojados de todo, no solo de sus armas, sino también de sus joyas, su dinero en efectivo, etc. Estos primeros refugiados, especialmente las mujeres y los niños, fueron enviados a los departamentos del centro de Francia.
A partir del 5 de febrero, el gobierno francés permitió cruzar la frontera, desarmados, a los que quedaban del ejército republicano y doscientos cincuenta mil combatientes se sumaron a los primeros doscientos cincuenta mil refugiados. Los últimos treinta aviones de la aviación republicana aterrizaron en Carcasona. Los políticos más relevantes de la república Manuel Azaña (presidente de la República), Martínez Barrio (presidente de las Cortes), Lluís Companys (presidente de la Generalidad de Cataluña) y José Aguirre (presidente del Gobierno del País Vasco) entre otros cruzaron la frontera apartada de La Bajol - Maureillas-las-Illas ese día con el tesoro catalán. Juan Negrín (Jefe de Gobierno) cruzó unos días más tarde por la frontera de Le Perthus el 9 de febrero poco antes su cierre por los franquistas. Los últimos contingentes en cruzar la frontera, incluida la columna Durruti que estaba encerrada en Mont-Louis, llegaron también de manera ordenada. Contrariamente a los temores del gobierno francés, el éxodo se desarrolló sin incidentes notables, hasta que las tropas franquistas impidieron la continuación de la huida al tomar el control de la mayoría de los pasos fronterizos a partir del 11 de febrero, aunque algunos pasos como el de la carretera de Molló permanecieron abiertos hasta el 13 de febrero.
A principios de 1939, las autoridades francesas estimaron el número de refugiados en unos quinientos mil o más, un tercio de los cuales eran mujeres, niños y ancianos. De ellos, trescientos treinta mil recibieron refugio de emergencia en los Pirineos Orientales y más de ciento treinta mil fueron evacuados a los departamentos de los dos tercios meridionales de Francia. La mayoría de estos refugiados procedían del noreste de España: Cataluña (36,5 %), Aragón (18 %) y el Levante español (14,1 %).

## Los campos de internamiento

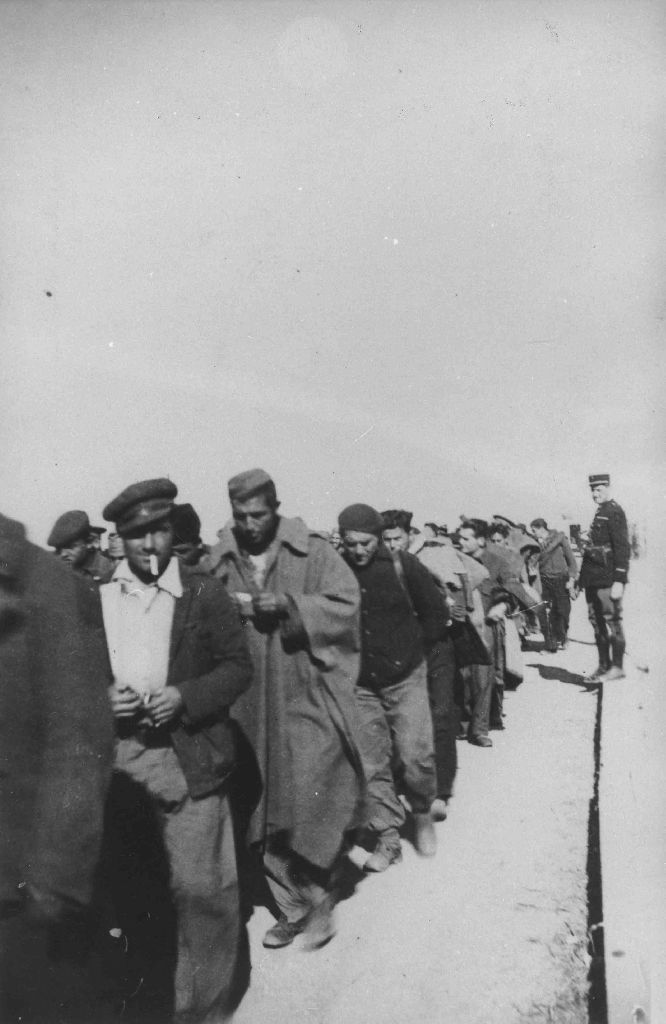
Llegada de una columna de refugiados republicanos al campo de concentración de d'Argelès-sur-Mer.

Francia estaba completamente desbordada por este drama humanitario. Se desarmó y se clasificó a las personas que llegaban exiliadas y se intentó hacer frente a los problemas sanitarios en medio de un invierno especialmente crudo. Lo principal era mantener el control de los refugiados, por lo que se movilizaron seis regimientos de infantería, cuatro de caballería y elementos orgánicos.
Para controlar la situación, principal preocupación del gobierno francés, se tomaron medidas legislativas que fueron aplicadas a gran escala y por primera vez, como el decreto del 12 de noviembre de 1938 que preveía el internamiento administrativo de los extranjeros "indeseables" determinando que estos serían dirigidos a "centros especiales" con vigilancia permanente. Mediante este decreto se avalaba, por tanto, la creación de los centros de internamiento, denominados en ese momento en los documentos administrativos, campos de concentración. Este documento fue ampliado posteriormente por la Ley de 18 de noviembre de 1939 que permitía el internamiento de cualquier individuo francés o extranjero, considerado peligroso para la defensa nacional o la seguridad pública.
Ante la falta de previsión, los primeros lugares de internamiento frente a la necesidad de los refugiados fueron las playas del departamento de los Pirineos Orientales, naciendo los campos de concentración de las playas de Argelès, Saint-Cyprien o Le Bacarés. A medida que pasaba el tiempo, estos campos se iban organizando mientras que se trasladaba a los refugiados a nuevos campos situados en otros departamentos. Una vez recluidos los exiliados en los campos, estos pasaron a convertirse en puntos de referencia para la gestión del "problema español". Desde ellos se efectuaban repatriaciones a España o salidas a terceros países, se buscaba el alistamiento de hombres en la Legión Extranjera Francesa o se gestionaba la contratación de trabajadores, siempre contando con la autorización de las oficina departamentales de colocación, a nivel colectivo en las CTE (Compañía de Trabajadores Extranjeros) o directamente a través de particulares. Los internos podían también abandonar el campo en caso de ser reclamados por parientes directos o próximos que residiesen de manera regular en Francia. Como explica Dreyfus-Armand, especialista en el exilio republicano, viendo el manejo deshumanizado de la situación de los refugiados por parte de las autoridades, algunos sectores públicos como la prensa de izquierdas o anarquista, movimientos de solidaridad privada y municipal o asociaciones benéficas, además de algunas personalidades como François Mauriac, George Bernarnos, Henri Bergson, Paul Alery o Léon Jouhaux no sólo pedían la aceptación y dignidad para los refugiados, sino también distribuían víveres o mantas a los necesitados. Estas acciones trataron de controlarse mediante las instrucciones dadas a la policía por el ministro del Interior, de vigilancia y control no sólo a los refugiados sino también los franceses que pudieran mantener relaciones con ellos al considerar que agrupaciones extremistas buscaban establecer relaciones con los republicanos.

### Pirineos Orientales
Los refugiados que cruzaban la frontera por los puntos más masificados como Cerbère y Le Perthus fueron trasladados directamente a los campos de concentración de las playas de Argelés y Saint-Cyprien y que agruparon en las primeras semanas las dos terceras partes de los internados en el departamento. A los hombres que cruzaban por otros puntos fronterizos más minoritarios se les destinaban a campos menores. Se crearon tres zonas de agrupación:
- la Cerdaña, con los centros de Bourg-Madame y Torre de Querol. Estos centros fueron los primeros en cerrarse a causa del duro invierno (de ocho a diez grados bajo cero, mortalidad infantil del 20 %)[9]
- el Alto Vallespir donde se crearon tres centros:
  - los españoles y los miembros de las Brigadas Internacionales se dirigieron a Arlés-sur-Tech y Amélie-les-Bains-Palalda
  - el campo de Saint-Laurent-de-Cerdans albergó a cinco mil españoles en una fábrica de sandalias
- los campamentos más grandes y numerosos se encontraban en la costa
- se crearon campos especializados para el reagrupamiento y reacondicionamiento de equipos en el Campo de Marte de Perpiñán y Villeneuve-la-Rivière.[9]

Los campos de concentración en las playas, creados en último momento como solución de emergencia y rodeados de alambre de espino, no contaban con ningún tipo de infraestructuras y sin resguardo, agua potable o letrinas, las condiciones de vida, salud, higiene o disciplina fueron muy duras y humillantes. Las primeras construcciones en estos campos fueron realizadas por los propios refugiados siendo muy rudimentarias, hechas de madera, lonas o cualquier material que les pudiese proteger. Los prisioneros franquistas, que habían cruzado la frontera el día 8, fueron internados por separado, en Amélie-les-Bains y en el estadio del Elna.
Debido a la precariedad de las condiciones, las enfermedades (especialmente disentería por falta de agua potable) y defunciones en los campos durante los primeros meses fueron altísimas. Si bien, no existe unanimidad y el número de fallecidos sigue siendo uno de los puntos más oscuros del exilio, se considera que pudo llegar hasta catorce mil seiscientos setenta y dos.

El gobierno estableció gradualmente una organización. El general Ménard fue designado para organizar una red de campamentos. Se crearon campos de control o clasificación en Le Boulou y Bourg-Madame, desde donde se dirigía a la gente a campos especializados. En marzo, doscientos sesenta y cuatro mil españoles se hacinaban en los campos del Rosellón, cuando la población del departamento no llegaba a doscientos cuarenta mil habitantes. En abril, cuarenta y tres mil refugiados seguían retenidos en Argelès-sur-Mer, setenta mil en Le Barcarès y treinta mil en Saint-Cyprien. Hasta principios de la primavera de 1939, no se crearon campamentos en las afueras de los Pirineos Orientales, sobre todo en Agde y en el Aude, en el "camp de Pigné" o en Bram.

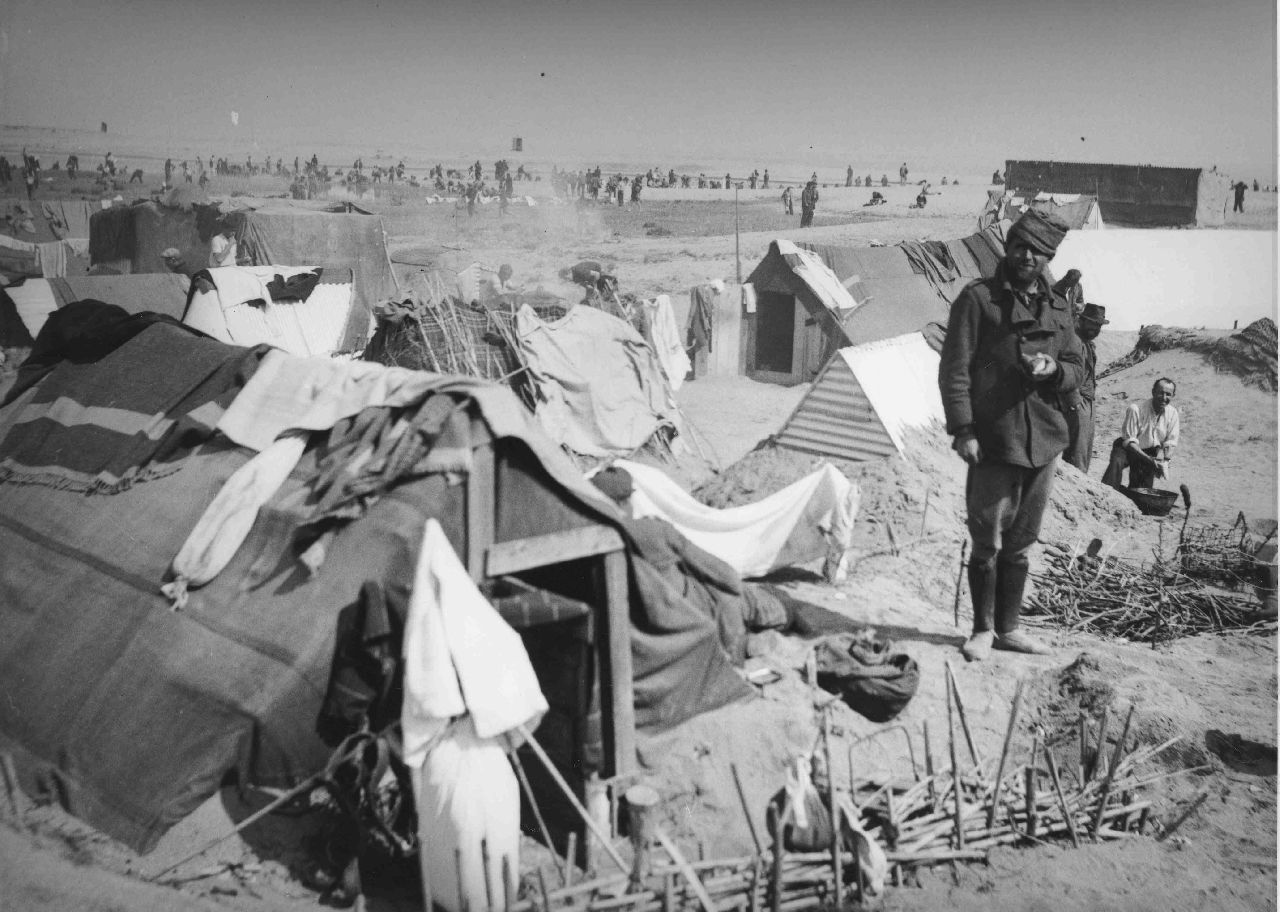
Viviendas improvisadas en el campo de concentración de Argelès-sur-Mer.

### Campos de internamiento en el resto de la Francia continental
En primer lugar, aunque no eran cuantitativamente las más importantes, las instalaciones de acogida incluían las proporcionadas por el gobierno español y sus agencias, así como por organizaciones españolas. Por ejemplo, la embajada española poseía propiedades que utilizaba para alojar a refugiados desde el comienzo de la guerra civil. Es el caso del Castillo de la Valette en Pressigny-les-Pins (Loiret).
El gobierno del País Vasco también organizó evacuaciones con motivo de la campaña del norte y la caída de Bilbao. Fue la segunda gran oleada de refugiados de España a Francia, en mayo-junio de 1937, en la que huyeron ciento veinte mil personas. El gobierno movilizó una flotilla que transportó a los refugiados desde el norte de España hasta los puertos del oeste de Francia, Pauillac, Le Verdon, La Pallice, Saint-Nazaire o Nantes. Una vez desembarcados, estos refugiados eran transportados a diversos centros de acogida repartidos por toda Francia. Pero en el momento de La retirada, los hombres en edad de combatir fueron internados en los campos del sur de Francia, en aplicación de los decretos de noviembre de 1938 sobre el internamiento de extranjeros "indeseables", mientras que los civiles fueron trasladados a centros de alojamiento. Estos civiles representaban un contingente de aproximadamente ciento treinta mil personas.
Se crearon campamentos especializados en el sur de Francia:
- el campo de Bram (Aude) estaba destinado al internamiento de civiles y ancianos.
- el campo de Agde (Hérault) está menos especializado y servía para descongestionar los campos de los Pirineos Orientales.
- el campo de Récébédou, en Portet-sur-Garonne al sur de Toulouse, estaba destinado a internar a judíos y republicanos españoles. La pintora Victoria Pujolar Amat fue una de las víctimas, junto con su madre y su abuela.[20]
- el campo de Septfonds (Tarn-et-Garonne) acogía a hombres sanos que podían ser reclutados por las empresas de trabajadores extranjeros (CTE).
- el campo de Vernet y la fábrica de ladrillos de Mazères (Ariège) estaban previstos para el internamiento de los anarquistas, en particular los de la columna Durruti (entre 10.000 y 12.000 en total).
- el campo de internamiento construido en Gurs (Pirineos Atlánticos) por el gobierno de Edouard Daladier entre el 15 de marzo y el 25 de abril de 1939, estaba destinado a los republicanos españoles y los combatientes de las Brigadas Internacionales.[7][21]
- el campo de Rieucros (Lozère) fue el primer campo de internamiento francés abierto para lo que denominaban extranjeros indeseables en enero de 1939. En octubre de 1939, las autoridades francesas lo utilizaron para internar a mujeres indeseables, en particular refugiadas españolas que habían sido señaladas por las autoridades por su comportamiento indisciplinado o sus opiniones políticas.[22]

Otros campamentos siguieron abiertos en Montolieu, Le Barcarès, Ogeu, Saint-Vincent-de-Tyrosse, Talence, Moutiers.
En todos estos alojamientos, la improvisación era la norma. Allí donde se habían preparado plazas, el número de refugiados acogidos era mucho mayor. En todas partes faltaba ropa de cama, calefacción e instalaciones sanitarias. El ejército francés aceptó tardíamente alquilar mantas. En el caso de los exiliados desplazados en el centro de Francia, los propios refugiados solían considerar suficiente el suministro de alimentos.
Los refugiados llegaron exhaustos, tras un periodo más o menos largo de privaciones. Por tanto, ofrecían un caldo de cultivo para las epidemias, incluso en los pequeños grupos dispersos por el interior de Francia. Se estableció una cuarentena estricta y, para hacer frente a las epidemias dentro de los campamentos, se instalaron hospitales de campaña en los principales campos. Varias enfermedades epidémicas afectaban a los exiliados, especialmente difteria, tifus, sarampión, paperas y tos ferina. Se vacunaba a los niños, pero a menudo había que esperar a que se curasen las distintas enfermedades y las heridas, así como todas las enfermedades de la piel.
Hubo muchas separaciones familiares durante el éxodo y luego durante la distribución de los refugiados por toda Francia. Muchos niños se encontraron solos, sin ninguno de sus padres. Muchas parejas y familias se separaron. Para posibilitar los reencuentros, o al menos el intercambio de noticias, muchos periódicos ofrecieron sus servicios.
- L'Indépendant ofrecía varias páginas para publicar anuncios de familiares perdidos. Un departamento especializado se dedicaba a ello. El periódico enviaba copias a todas las prefecturas, para que estas las transmitieran a los campamentos de su departamento.
- Le Populaire, diario oficial de la Sección Francesa de la Internacional Obrera siguió este ejemplo.
- Por su parte, los españoles exiliados crearon sus propios periódicos del exilio, que publicaban largas listas de avisos de búsqueda. Es el caso de Voz de Madrid (financiado por el gobierno Negrín), España expatriada (publicado por Solidarité internationale antifasciste), Reconquesta (órgano de la Alianza Nacional de Cataluña), Treball y Midi, periódicos del Partido Socialista Unificado de Cataluña.

## Mujeres, niños y ancianos
En un primer momento las mujeres, los niños y los ancianos fueron dispersados y transportados al resto de Francia. Setenta y siete departamentos recibieron cada uno entre mil doscientos y cuatro mil quinientos refugiados. En cada departamento se identificaron espacios considerados habitables tanto públicos (cárceles, cuarteles..) como privados (almacenes, cobertizos, casas deshabitadas o antiguas fábricas que fueron requisados por las autoridades de las prefecturas) para alojar a estos refugiado. Si bien estos espacios tuvieron mejores condiciones de habitabilidad y por ello no fueron recordados tan negativamente, en algunos casos, las condiciones de vida en estos centros eran comparables a las condiciones sanitarias de los campos de concentración. La razón de la separación de las familias según Emile Témime, tenía el objetivo oficial de "limitar las consecuencias desagradables de la promiscuidad, inevitable en los primeros días".
No obstante, aunque en menor medida, también hubo mujeres y niños internos en los campos, cuya constancia aumentó tras la declaración de la guerra mundial el 2 de septiembre de 1939 en un contexto que exigía evitar los gastos producidos en los centros de acogida de las mujeres y niños cuando los campos de internamiento se estaban vaciando por la utilización de los hombres en los distintos reclutamientos. En octubre de 1939 unas diez mil mujeres y niños fueron trasladados a los campos de Argelès y de Saint Cyprien. En la primavera de 1940, el número de mujeres y niños en los campos ya representaba la mayor parte de los internos.

## Evolución del número de refugiados internos en la red de campos de concentración
Según Jonay Pérez Rodríguez, en su estudio sobre la gestión de los refugiados en Francia, la evolución del número de refugiados internos es variable en función de la fuente, pero en todos ellos se evidencia una reducción de la población en los campos que se produjo gracias a las opciones dadas por el gobierno francés. Se observa además una fluctuación debida al internamiento de mujeres y niños tras la declaración de la guerra.
| Fecha          | Alicia Alted. N.º persona | Geneviève Dreyfus-Armand. N.º de personas | Diego Gaspar Celaya. N.º de personas |
| -------------- | ------------------------- | ----------------------------------------- | ------------------------------------ |
| Junio 1939     | 162932                    | 173000                                    | 173000                               |
| Julio 1939     | 95336                     |                                           |                                      |
| Agosto 1939    |                           | 84688                                     | 84688                                |
| Noviembre 1939 |                           |                                           | 53000                                |
| Diciembre 1939 | Máximo 50000              | Entre 35000 y 80000                       | Entre 35000 y 40000                  |
| Abril 1940     |                           | 30000                                     | 30000                                |

## Solución al "problema español" con la declaración de la II Guerra Mundial
Una vez declarada la guerra, Francia entró en una economía de guerra que exigía no sólo reducir el gasto público destinado a los refugiados y con ello, dar solución a los españoles internos todavía en los campos, sino también buscar mano de obra debido al reclutamiento forzoso de los franceses. Para ello, el estado francés dispuso de nueva legislación para facilitar el uso de extranjeros españoles y que estos se acogiesen a alguna de las nuevas posibilidades:
- Contratación individual o colectiva en las CTE  (Compañías de Trabajadores Extranjeros) con base en los datos profesionales que dieron al cruzar la frontera. Según Alicia Alted,[25] en las CTE estuvieron adscritos unos cincuenta y cinco mil españoles repartidos en todo el territorio nacional, aunque con mayor presencia, en la Línea Maginot.

| Puesto                                                              | Número de hombres empleados |
| ------------------------------------------------------------------- | --------------------------- |
| Compañías de Trabajadores Extranjeros (CTE) 102 unidades            | 25500                       |
| Trabajadores en la Industria (Ministerio de Armamento y de Trabajo) | 5000                        |
| Trabajadores en la Agricultura (Ministerio de Trabajo)              | 13000                       |

Tras la firma del armisticio del 22 de junio de 1940, las CTE quedaron bajo regímenes laborales diferentes en función de si se encontraban en la zona ocupada o en la zona libre, que pasaron a denominarse GTE a partir de la Ley de 27 de septiembre de 1940. Estas compañías estaban destinadas a la mejora de las infraestructuras como las comunicaciones, carreteras o puentes y, en general, obras destinadas a la defensa de Francia frente a un posible ataque alemán.
- Integración en la Legión Extranjera y en la Agrupación de Guerrilleros Españoles (AGE), unidades creadas ante el fracaso del alistamiento de los refugiados en la Legión y formadas por personas de las CTE. La participación en su conjunto fue de en torno a 9000 hombres de entre 17 y 55 años. Muchos de ellos entraron a estas filas ocupando roles importantes en las Fuerzas Francesas del Interior (FFI) esperando que la liberación no se detuviese en los Pirineos, sino que continuase en España. Tras los acuerdos de Yalta al finalizar la guerra las FFI fueron desarmadas y estos combatientes impedidos de continuar la lucha por la libertad de España.
- Repatriación a España, en muchos casos fomentada desde la administración con base en la circular del 19 de septiembre de 1939 por la que se indicaba que debido a la nueva situación de guerra y con la intención de aligerar las arcas públicas, todo individuo que no pudiese ser integrado en la economía del país, debía ser devuelto a España. Tras ser repatriados vía Hendaya y vía Le Perthus hubo refugiados que fueron encarcelados o ejecutados.[7]

| Año 1939              | Número de repatriaciones |
| --------------------- | ------------------------ |
| Mediados de febrero   | 40000                    |
| Principio de marzo    | 75000                    |
| Principio de abril    | 85000                    |
| Mediados de mayo      | 105000                   |
| Principio de agosto   | 250000                   |
| Mediados de diciembre | 360000                   |

Desde España, a través de su embajada en París, el general Franco emitió a su vez un llamamiento al inicio de la guerra que fue distribuido a través de los campos por el que se dirigía a "sus hijos residentes en territorio francés, libremente o en campos de concentración" y los invitaba a regresar a la Patria que  "está abierta a todos los españoles sobre cuya conciencia no pese el crimen. Volved, pues a esta España, nueva, grande y libre, que os espera (...) en el momento en el que la guerra os deja desamparados lejos de vuestros hogares, vuestra Patria os llama." 
- Emigración a terceros países, donde Francia acordó la salida tanto a otros países europeos como latinoamericanos. Entre 10.000 y 25.000 españoles abandonaron Francia con destino a otros países. México, en particular, acogió a 15.000 emigrantes (primera salida de Sète el 24 de mayo). Entre diez mil y veinticinco mil españoles abandonaron Francia con destino a otros países.[9]

La entrada de Francia en la guerra en septiembre de 1939 acentuó la represión de los exiliados, algunos de los cuales fueron deportados a campos de exterminio nazis. Se les concedió el estatuto de refugiados políticos el 15 de marzo de 1945.

## Los exiliados después de 1945

### En los Pirineos Orientales
La retirada fue una aportación humana y cultural a los Pirineos Orientales. Una parte importante de esta población española y catalana optó por quedarse o regresar tras salir de los campos. Con el tiempo y el trabajo de generaciones, al peso demográfico se añadió el peso económico y un legado cultural muy concreto. Así se desarrollaron en los Pirineos Orientales la sardana y la corrida de toros, la paella y el flamenco.
Exiliados famosos en los Pirineos Orientales fueron Pau Casals, Antonio Machado, Antoni Clavé, Manolo Valiente, Balbino Giner García o Antonina Rodrigo.

### En Alto Garona
La ciudad de Toulouse se convirtió en la capital del exilio republicano español. Allí se instalaron grandes personalidades artísticas y políticas, entre ellas Federica Montseny, primera mujer ministra de Europa y Amparo Poch y Gascón, figura destacada del feminismo español.

### En el Ródano
Tras la guerra española, el miliciano y escritor Juan López Carvajal, militante de la CNT que se unió a la columna Ascaso con su amiga Pepita Laguarda Batet, se exilió en Lyon.

## Conmemoraciones de la Retirada de 1939
El tema de La Retirada no es un tema fácil de abordar ni desde España, por las connotaciones políticas, ni desde Francia, por el trato que se dio a los republicanos. No obstante, con el paso de los años, gracias a los descendientes de los exiliados que sufrieron la ley del silencio, está recuperándose la memoria histórica de este episodio dramático. En 2015, Manuel Valls, primer ministro de la República, inauguró el memorial del Campo de Rivesaltes reprobando públicamente el maltrato y humillación que se dio a los refugiados españoles.
Por otra parte, desde el 27 de octubre de 2022, tras la publicación en el Boletín oficial del Estado, los nacidos fuera de España que descienden de exiliados por razones políticas, ideológicas o de creencia pueden solicitar la nacionalidad española fruto de la ley de Memoria Democrática.

### 70 aniversario (2009)

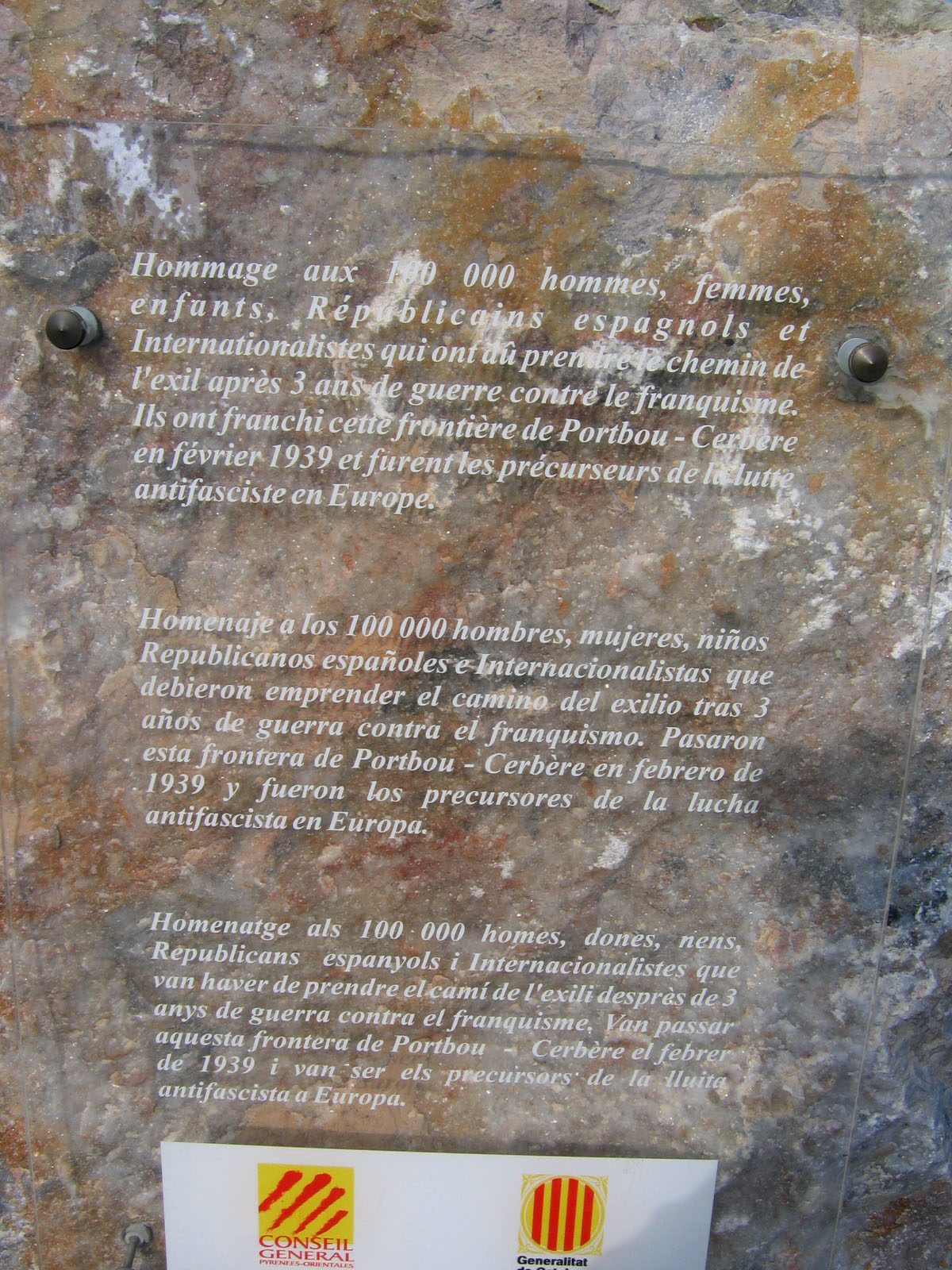
Homenaje en Col-des-Balistres. Noviembre de 2005.

Con motivo del aniversario de La retirada, se organizaron por primera vez una serie de actos a ambos lados de la frontera, entre la Generalidad de Cataluña, el Consejo General de los Pirineos Orientales y la región de Languedoc-Rosellón.
Este interés movilizó a numerosos municipios de los Pirineos Orientales, asociaciones de hijos de exiliados españoles, el Museo Memorial del Exilio (MUME), el museo memorial del exilio de La Jonquera e institutos de enseñanza secundaria franceses en torno a un periodo de la historia de Francia relativamente desconocido.
En 2009, el presidente de la región de Languedoc-Rosellón, Georges Frèche, inauguró un monumento conmemorativo en Bram, en el departamento de Aude, frente a la entrada del antiguo campo de Pigné.

### 80 aniversario (2019)
Se intensificaron las conmemoraciones, especialmente en la ciudad de París, en los Pirineos Orientales y también en Occitania, en memoria de los 500.000 republicanos españoles que cruzaron la frontera con Francia a principios de 1939. Por primera vez, un presidente del Gobierno español en ejercicio, Pedro Sánchez, acudió a Montauban para presentar sus respetos ante la tumba del último presidente de la Segunda República española, Manuel Azaña. También rindió homenaje al poeta Antonio Machado, fallecido en 1939.